# Silna topologia operatorowa
Silna topologia operatorowa (mocna topologia operatorowa; także SOT od ang. strong operator topology) - dla pary przestrzeni Banacha E i F topologia lokalnie wypukła w przestrzeni B(E, F) wszystkich operatorów liniowych i ograniczonych z E do F wprowadzona przez rodzinę półnorm fx danych wzorami:
{\displaystyle f_{x}(T)=\|Tx\|,}
gdzie x ∈ E. Silna topologia operatorowa jest więc niczym innym jak topologią zbieżności punktowej w B(E, F).

## Własności
- Topologia SOT jest słabsza od topologii pochodzącej od normy w B(E, F), ale mocniejsza od słabej topologii operatorowej (WOT).
- Jako przestrzenie liniowo-topologiczne, przestrzenie (B(E, F), SOT) i (B(E, F), WOT) mają te same przestrzenie sprzężone (tj. funkcjonał liniowy na B(E, F) jest ciągły względem SOT wtedy i tylko wtedy, gdy jest ciągły w sensie WOT).
- Domknięcia C*-algebry (w B(H); H - przestrzeń Hilberta) w sensie słabej (WOT) i silnej topologii operatorowej  pokrywają się (por. twierdzenie o drugim komutancie). W szczególności, ciąg uogólniony Tα zbiega do 0 w sensie SOT wtedy i tylko wtedy, gdy T*αTα zbiega do 0 w sensie WOT.
- Twierdzenie Banacha-Steinhausa mówi o zbieżności w mocnej topologii operatorowej.